# Stabilimentum

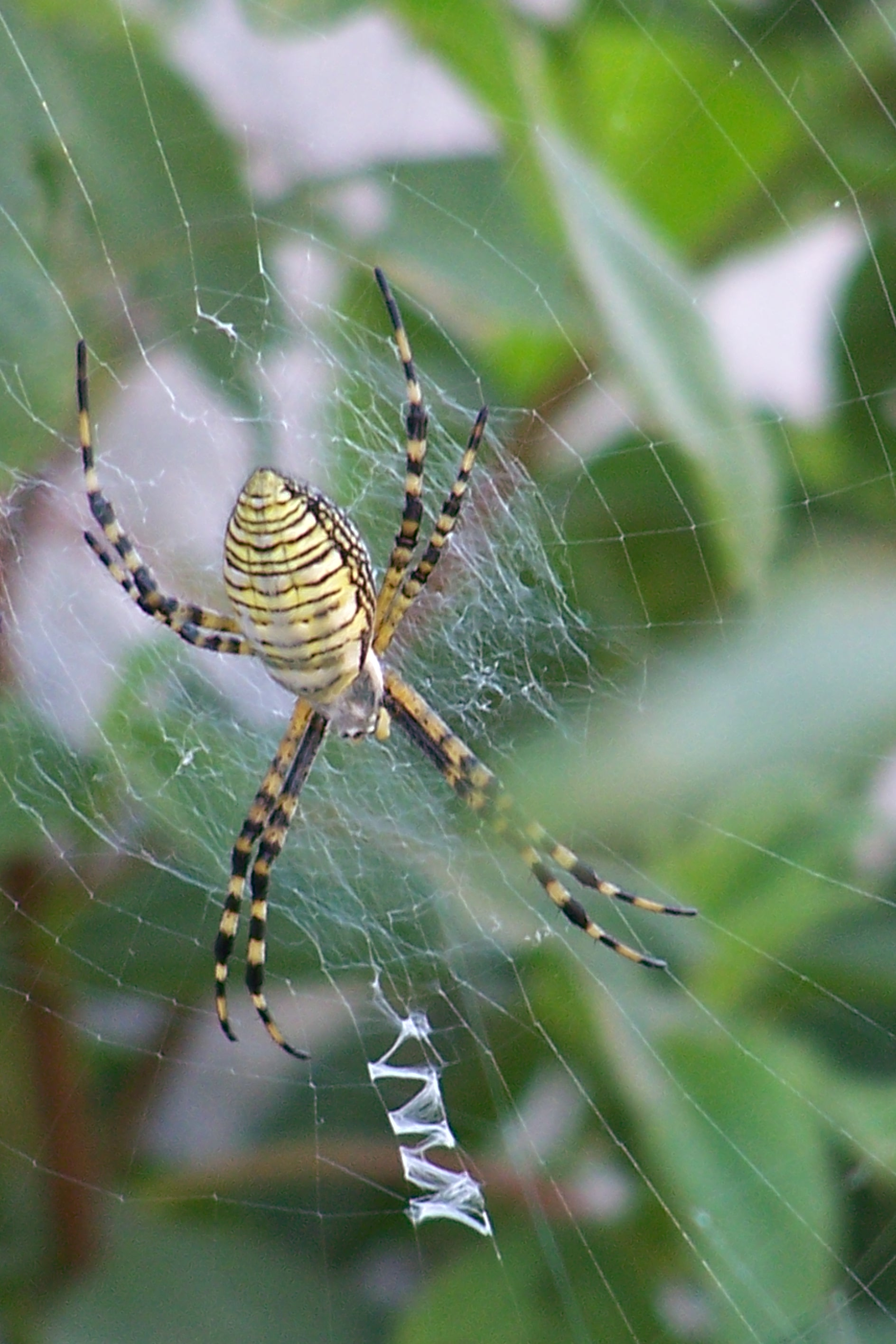
Teia de Argiope trifasciata com o establimento em forma de ziguezague (à esquerda).

Stabilimentum ou decoração da teia, por vezes aportuguesado para estabilimento, é uma marca presente em algumas teias de aranhas do tipo orbicular. A decoração geralmente consiste na sobreposição à teia de um padrão de fios engrossados, com aspecto raiado ou necarado.
Existe uma ampla discussão entre especialistas a respeito da função dessas decorações. Originalmente acreditava-se que serviam para estabilizar a teia da mesma forma que as molas estabilizam a tensão sobre uma cama elástica, mas testes posteriores não sustentaram essa hipótese. A capacidade de refletir luz UV como uma flor sugere que teias com estabilimento atrairiam mais insetos, mas novamente essa hipótese tem sido descartada. Atualmente existe um debate sobre sua utilidade em evitar que animais grandes destruam as teias ou camuflar a presença da aranha.
1. ↑  da Silva, Fernanda Carolina; Moleta, Mateus; Dos Anjos, Camila Alves; Schade, Gabriel Marra; Staichak, Gabriel; Tozetto, Leonardo; Gonçalves, Flayane; Martins, Kauane; Farion, Isabela (21 de julho de 2020). «Testing traditional hypotheses about prey capture efficiency in orb-web spiders». Journal of Ethology (em inglês). ISSN 1439-5444. doi:10.1007/s10164-020-00663-1